# Kaplica Halpertów w Warszawie
Kaplica Halpertów – kaplica znajdująca się na cmentarzu ewangelicko-augsburskim przy ul. Młynarskiej 54/56/58 w Warszawie.

## Opis

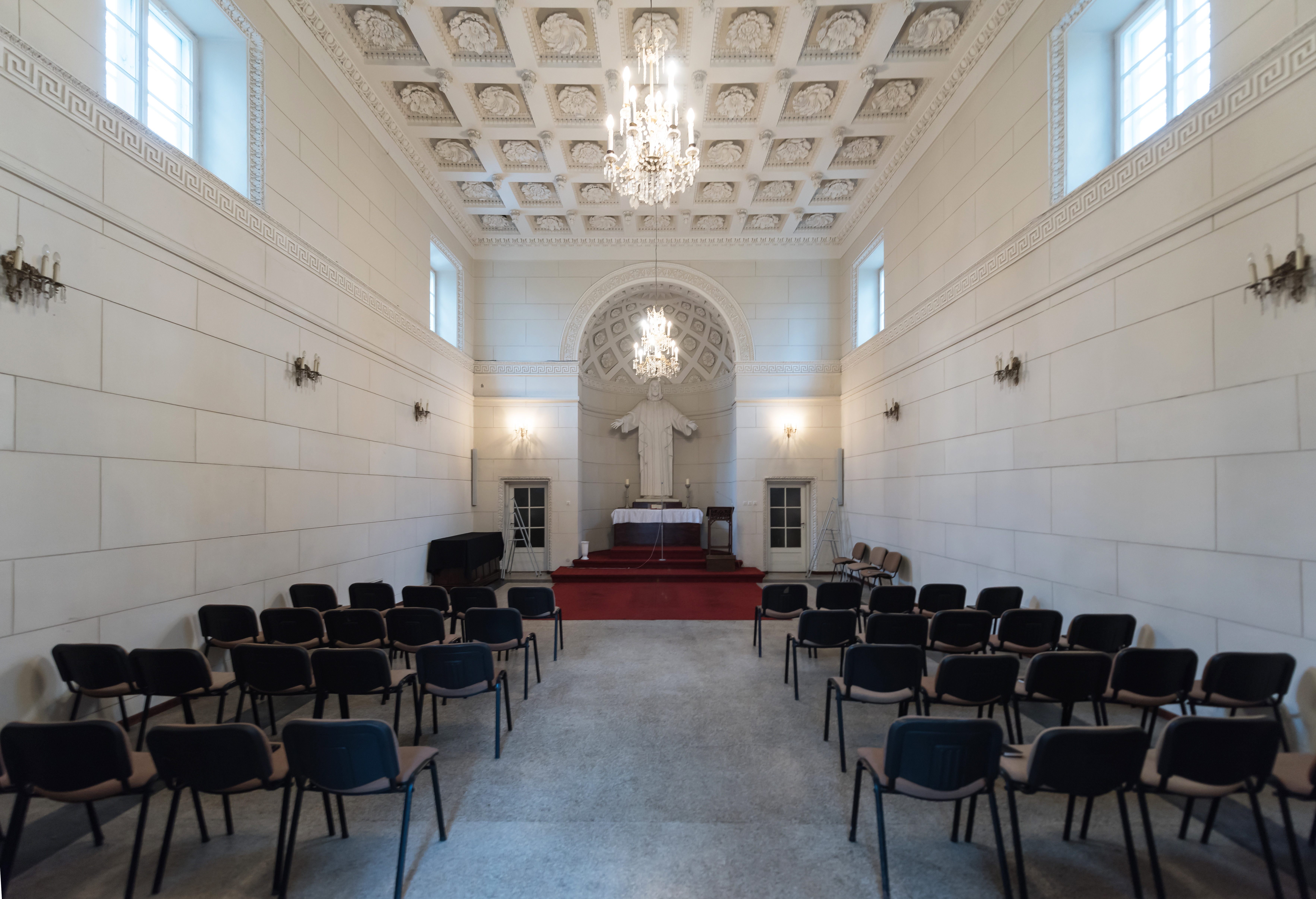
Wnętrze kaplicy

Klasycystyczna kaplica została wzniesiona w latach 1833−1835 z fundacji Marii ze Słuckich Halpertowej po śmierci męża Salomona (1832) jako kaplica mauzoleum poświęcona pamięci zmarłych członków tej rodziny. Budynek zaprojektował Adolf Schuch, a autorem dekoracji rzeźbiarskiej był Tadeusz Czajkowski.
Uroczysta konsekracja kaplicy w obecności fundatorki, władz kościelnych i licznie zgromadzonych parafian odbyła się 27 marca 1835 roku. Uświetniła ją kantata Józefa Elsnera skomponowana do słów Henryka Bogumiła Spiessa.
Kaplica została usytuowana frontem do ul. Młynarskiej, w najstarszej, południo-zachodniej części nekropolii. Jest utrzymana w formach rzymskiej odmiany templum in antis (wysoki cokół z frontowymi schodami). Kolumny i filary są w porządku doryckim. Od frontu kaplicę zdobi portyk wgłębny dekorowany kasetonami z rozetami. We frontonie umieszczono dwie uskrzydlone postaci z fanfarami. Na ścianie frontowej znajdują się dwie płaskorzeźby klęczących aniołów ujętych w medaliony z palmetami. Nad gzymsem umieszczono napis KAPLICA HALPERTÓW 1834. Na tympanonie tylnej ściany, gdzie znajduje się wejście do krypty grobowej, umieszczono trójkąt z okiem opatrzności, a pod fryzem łacińską sentencję: SIT TRANSIT GLORIA MUNDI oraz inskrypcję GRÓB RODZINY HALPERTÓW. Wejście prowadzi do płytkiej kruchty, a stamtąd do nawy, której ściany pokryto boniowaniem płytowym. Budynek został nakryty niskim dwuspadowym dachem.
Oprócz Salomona Halperta w podziemiach kaplicy pochowano m.in. Borysa Halperta i jego siostrę Zofię.
W latach 60. XIX wieku budynek został powiększony od strony wschodniej według projektu Jana Heuricha ojca, co wynikało z pełnionej od 1834 roku jego drugiej funkcji − cmentarnej kaplicy przedpogrzebowej.
W czasie II wojny światowej kaplica została spalona. Została odbudowana bez zmian w wyglądzie zewnętrznym. W 1975 roku otrzymała współczesny wystrój wnętrza. Do konchowo zamkniętej niszy, znajdującej się w ścianie czołowej, wstawiono wtedy dużych rozmiarów gipsową rzeźbę Chrystusa. Jest to kopia rzeźby Stanisława Lewandowskiego z 1931 roku ze znajdującego się na tutejszym cmentarzu grobowca rodziny Wedlów.
W 1965 roku cmentarz ewangelicko-augsburski wpisano do rejestru zabytków pod numerem 311. Od 2012 roku kaplica jest indywidualnie ujęta w gminnej ewidencji zabytków pod numerem WOL20651.